# Boris Eifman
Boris Iakovlevitch Eifman (en russe : Борис Яковлевич Эйфман) est un danseur et chorégraphe russe né le 22 juillet 1946 à Roubtsovsk, dans le kraï de l'Altaï (RSFS de Russie).

## Biographie
Chorégraphe prolifique, Boris Eifman dirige le Ballet-Théâtre de Saint-Pétersbourg depuis 1977, avant la perestroïka instaurée par Mikhaïl Gorbatchev, où il se démarque de l'académisme officiel.
S'inspirant essentiellement de la littérature, il trouve dans les œuvres de William Shakespeare, Dostoïevski, Beaumarchais, Mikhaïl Boulgakov ou Émile Zola la source de ses créations, comme L'Idiot (1980), Les Frères Karamazov (1995) ou Anna Karénine (2006).
En 2013, il crée Rodin et son éternelle idole, au Théâtre des Champs-Élysées, Paris ; création « basée sur la relation entre Auguste Rodin et Camille Claudel ».
Il est l'époux d'Anastasia Vertinskaïa.

## Prix et distinctions
- Masque d'or 1996, 1999
- ordre du Mérite pour la Patrie de 4e classe 2003
- ordre du Mérite pour la Patrie de 3e classe 2007
- ordre de l'Honneur
- prix d'État de la fédération de Russie 1998
- artiste du peuple de la fédération de Russie 2003
- prix Benois de la danse 2006
- ordre des Arts et des Lettres 1999
- ordre du Mérite de la république de Pologne